# 阿尔法哈林
阿尔法哈林，是西班牙阿拉贡自治区萨拉戈萨省的一个市镇。 总面积138平方公里，总人口1548人（2001年），人口密度11人/平方公里。